# Еджкліфф-Вілледж (Техас)
Еджкліфф-Вілледж (англ. Edgecliff Village) — місто (англ. town) в США, в окрузі Таррант штату Техас. Населення — 3788 осіб (2020).

## Географія
Еджкліфф-Вілледж розташований за координатами 32°39′21″ пн. ш. 97°20′26″ зх. д. / 32.65583° пн. ш. 97.34056° зх. д. (32.655965, -97.340619).  За даними Бюро перепису населення США в 2010 році місто мало площу 3,14 км², уся площа — суходіл.

## Демографія
Згідно з переписом 2010 року, у місті мешкало 2776 осіб у 1091 домогосподарстві у складі 805 родин. Густота населення становила 884 особи/км².  Було 1137 помешкань (362/км²).
Расовий склад населення:
| - 72,6 % — білих - 12,2 % — чорних або афроамериканців - 2,4 % — азіатів - 0,6 % — корінних американців - 0,1 % — вихідців з тихоокеанських островів - 9,2 % — осіб інших рас |

До двох чи більше рас належало 2,8 %. Частка іспаномовних становила 26,3 % від усіх жителів.
За віковим діапазоном населення розподілялося таким чином: 21,1 % — особи молодші 18 років, 57,3 % — особи у віці 18—64 років, 21,6 % — особи у віці 65 років та старші. Медіана віку мешканця становила 46,5 року. На 100 осіб жіночої статі у місті припадало 90,0 чоловіків;  на 100 жінок у віці від 18 років та старших — 87,4 чоловіків також старших 18 років.
Середній дохід на одне домашнє господарство  становив 75 163 долари США (медіана — 69 485), а середній дохід на одну сім'ю — 84 001 долар (медіана — 79 531). За межею бідності перебувало 11,5 % осіб, у тому числі 23,9 % дітей у віці до 18 років та 5,2 % осіб у віці 65 років та старших.
Цивільне працевлаштоване населення становило 1287 осіб. Основні галузі зайнятості: освіта, охорона здоров'я та соціальна допомога — 27,7 %, виробництво — 14,8 %, роздрібна торгівля — 9,1 %, науковці, спеціалісти, менеджери — 8,0 %.